# Lachesilla aethiopica
Lachesilla aethiopica är en insektsart som först beskrevs av Günther Enderlein 1902.  Lachesilla aethiopica ingår i släktet Lachesilla och familjen kviststövsländor. Inga underarter finns listade i Catalogue of Life.